# هدی حسین
هُدیٰ حسین (۲۰ اوت ۱۹۶۵) بازیگر عراقی است. او در کویت متولد و بزرگ شده است. فعالیت هنری خود را از سنین پایین در سال ۱۹۷۲ آغاز کرد سپس از طریق نمایش «سندباد بحری» وارد دنیای تئاتر شد. او یکی از تأثیرگذارترین بازیگران زن در عرصهٔ نمایش منطقهٔ عربی خلیج فارس است و در ارائهٔ آثار تلویزیونی و نمایشی برجسته است. نام او با تئاتر کودک در کویت گره خورده و از طریق آن آثار برجستهٔ بسیاری را ارائه داده است.

## زندگی و پیشه
هدی حسین علی الراضی در ۲۰ اوت ۱۹۶۵ در کویت‌شهر و در خانواده‌ای با اصالت عراقی متولد شد و بیشتر عمر خود را در کویت گذراند. او به خانواده‌ای هنری تعلق دارد؛ خواهرانش، سُعاد، نجاة، ابتسام و سحر، همگی در عرصهٔ هنر فعالیت داشتند، چه به عنوان بازیگر، کارگردان یا متخصص رسانه. برادرش، عبدالکریم حسین نیز، نمایشنامه‌نویس بود. او فعالیت هنری خود را از سنین پایین آغاز کرد، هنوز کودک هفت ساله بود که در برنامهٔ معروف کودکانهٔ «ماما انیسه» شرکت کرد. او سپس از طریق نمایش «سندباد بحری» وارد دنیای تئاتر شد، جایی که در نقش یک رقصندهٔ کم‌سن در اجرای تئاتر ظاهر شد. خواهرانش محیطی حمایتی برای او فراهم کردند تا از سنین پایین استعداد خود را پرورش دهد و شکوفا کند.
هدی حسین در دانشگاه کویت برای تحصیل در رشتهٔ ادبیات انگلیسی ثبت نام کرد، اما پس از رسیدن به سال چهارم مجبور به ترک تحصیل شد. به دلیل حمله عراق به کویت در سال ۱۹۹۰، شرایط زندگی او را مجبور به ترک کشور و عزیمت به قطر کرد، جایی که او به کار هنری خود ادامه داد. پس از ثبات، او به کویت بازگشت و تصمیم گرفت تحصیلاتش را ادامه دهد. او در دانشگاه آزاد عرب ثبت نام کرد و در سال ۲۰۱۰ با مدرک ادبیات انگلیسی فارغ‌التحصیل شد. پس از پایان تهاجم عراق و بازگشت او به کویت، فعالیت هنری خود را از سر گرفت و در سال ۲۰۰۰ نمایش «آلیس در سرزمین عجایب» را ارائه داد که اولین کار تئاتری او پس از بازگشتش بود. هدی حسین یکی از برجسته‌ترین پیشگامان تئاتر کودک در منطقهٔ عربی خلیج فارس محسوب می‌شود. او تعدادی نمایش برجسته اجرا کرد، از جمله «لیلا و گرگ» که خودش تهیه‌کننده آن بود، و همچنین «دختران و جادوگر»، «علی بابا و دار و دسته» و «اختاپوس و پری دریایی». علاقهٔ او به تئاتر کودک تنها به اجرا محدود نمی‌شد. او در پی القای ارزش‌های آموزشی و تربیتی از طریق این اجراها بود.
هدی حسین در ایفای نقش‌های متنوع دراماتیک موفق بوده و همین امر او را به یکی از نام‌های برجسته در عرصهٔ درام خلیج تبدیل کرده است. او سریال‌هایی را ارائه داد که به موفقیت بزرگی دست یافتند، مانند «سکوت سال‌ها»، «خانهٔ خانوادگی»، «نقره‌ای، قلبش سفید»، «گروگان»، «سارا»، «امیمه در پرورشگاه»، «ملکه» و «عشق گاهی کافی نیست». در نقش‌های خود، او توانست به مسائل مهم اجتماعی و بشردوستانه در جامعهٔ عربی خلیج فارس بپردازد و مخاطبان زیادی در کشورهای مختلف عربی برای خود دست و پا کند.

## جنجال‌ها
حرفهٔ هنری هدی حسین بدون جنجال نبوده است. پس از شرکت در سریال «یک همسر کافی نیست» که جنجال گسترده‌ای را در کویت برانگیخت، با انتقاداتی روبرو شد، زیرا آن سریال به مسائلی در زندگی زناشویی و روابط خانوادگی می‌پرداخت که در جامعهٔ کویتی، حساس شمرده می‌شود. این امر منجر به ارجاع سریال به همراه بازیگران آن به دادستانی عمومی و تصمیم وزارت اطلاعات برای توقف پخش سریال و ممنوعیت موقت کار بازیگران در کویت شد.
نمایش «در زیبایی زمان» او نیز پیش از نمایش متوقف شد. علیرغم جنجال‌های پیرامون مشارکت او، این بحران‌ها بر محبوبیت او تأثیری نگذاشت، بلکه علاقه عموم به آثار او و انتظار آنها از آخرین پروژه‌های هنری‌اش را افزایش داد.

## زندگی شخصی
او با عبدالعزیز القطان، بازیگر کویتی، در سال ۲۰۰۰ ازدواج کرد، اما بعداً از همدیگر در سال ۲۰۰۵ جدا شدند. با وجود مشغله‌های هنری‌اش، او مشتاق بود که زندگی شخصی‌اش از کانون توجه دور بماند و ترجیح می‌داد بر حرفهٔ هنری‌اش تمرکز کند.
در مورد لغو تابعیت کویتی هدی حسین، طبق فرمان شمارهٔ ۲۰ سال ۲۰۲۵، دولت کویت فرمانی را در روزنامهٔ رسمی صادر کرد که لغو تابعیت برای گروه جدیدی از مهاجرانی را که آن را از طریق تبعیت/وابستگی یا با فرمان امیری به دست آورده‌اند، تصریح می‌کند. طبق اخبار و عکس‌های منتشر شده از روزنامهٔ رسمی، نام هدی حسین علی الراضی در فهرست کسانی که تابعیت کویتی‌شان لغو شده، قرار دارد. این موضوع برای طرفداران او که پیش از این تصور می‌کردند او فقط تابعیت عراقی دارد، غافلگیرکننده بود، زیرا پیش از این هرگز به کسب تابعیت کویت توسط او اشاره نشده بود. برخی کسب تابعیت کویتی توسط هدی حسین را به زمان ازدواج او با هنرمند کویتی عبدالعزیز القطان نسبت دادند.